# Gliese 581 f
Gliese 581 f è un pianeta extrasolare che orbiterebbe intorno alla stella Gliese 581, una debole nana rossa distante circa 20 anni luce dal sistema solare visibile nella costellazione della Bilancia. È l'ultimo pianeta finora scoperto intorno alla stella (2010) e del più distante da essa, in virtù della sua distanza di circa 0,7 unità astronomiche.

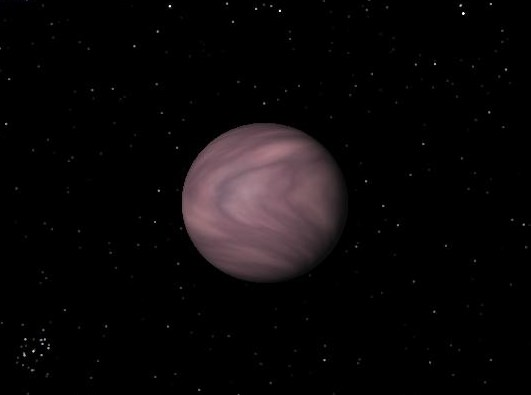
Gliese 581 f visto con il programma Celestia

La scoperta del pianeta è stata annunciata il 29 settembre 2010, grazie ad un esame dei dati astrometrici raccolti durante undici anni tramite gli strumenti HIRES, montato sui telescopi Keck, ed HARPS, presso l'osservatorio di La Silla; in concomitanza del pianeta "f" è stato scoperto anche Gliese 581 g.
Il pianeta ha una massa minima di circa 7,0 masse terrestri, il che suggerisce che si tratti o di un grande pianeta roccioso del tipo "super Terra" o di un piccolo pianeta gassoso affine a Nettuno. Nonostante disti dalla sua stella quanto Venere dista dal Sole, il pianeta riceve una energia solare ben inferiore a quella teoricamente necessaria per poter avere in superficie acqua allo stato liquido.
Uno studio del 2014 da parte di Paul Robertson et al. ha tuttavia smentito l'esistenza del pianeta, così come quella di Gliese 581 d e Gliese 581 g, affermando che il segnale era un artefatto causato da proprietà stellari e non da un corpo orbitante attorno a Gliese 581.